# Сирт
Сирт (арап. سرت) је град у Либији, у регији Сирт, на пола пута између Триполија и Бенгазија.
По подацима из 2009. у граду је живело 135.451 становника, по чему је трећи град после Триполија и Бенгазија. Као средоземна лука и крајња тачка нафтног цевовода Сирт је важно привредно средиште Либије.
Сирт је родно место либијског вође Муамера ел Гадафија.
1. септембра 2011. године Гадафи је објавио да се, због пада Триполија у руке побуњеника, престоница Велике Социјалистичке Народне Либијске Арапске Џамахирије сели у Сирт. Побуњеици су 20. октобра заузели град и убили Гадафија.